# 기나긴 가을

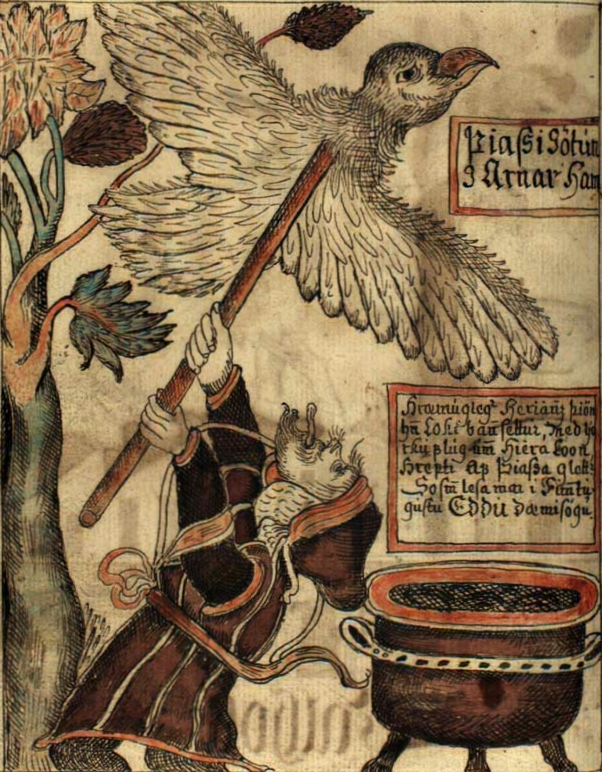
샤치를 막대기로 치는 로키.

〈기나긴 가을〉(고대 노르드어: Haustlǫng 하우스틀롱그)은 10세기 초엽에 쓰여진 스칼드 시이다. 13세기 문헌인 《신 에다》에 보존되어 있으며, 저자는 노르웨이의 시인 흐비니르의 쇼돌프라 한다. 이 시는 어떤 방패에 그려져 있는 노르드 신화를 묘사한 그림을 묘사하는 시이다. 해당 신화 에피소드는 다음의 두 가지이다.
- 샤치가 이둔을 납치해 가서 신들이 이둔을 구출하는 이야기
- 토르가 흐룽그니르를 죽인 이야기

《신 에다》에 함께 보존되어 있는 〈집의 송가〉와 〈라그나르의 송가〉도 〈기나긴 가을〉처럼 신화의 장면을 묘사한 그림을 시로 묘사한 것이다.

## 같이 보기
- 에크프라시스